# رابین اولسن
رابین پاتریک اولسن (سوئدی: Robin Patrick Olsen؛ زادهٔ ۸ ژانویهٔ ۱۹۹۰) بازیکن فوتبال اهل سوئد است.

## باشگاهی
از باشگاه‌هایی که در آن بازی کرده‌است می‌توان به مالمو، پائوک، باشگاه فوتبال کپنهاگن، رم و کالیاری وباشگاه فوتبال استون ویلااشاره کرد.

## تیم ملی
وی همچنین در تیم ملی فوتبال سوئد بازی کرده‌است.